# Microgaster epagoges
Microgaster epagoges är en stekelart som beskrevs av Charles Joseph Gahan 1917. Microgaster epagoges ingår i släktet Microgaster och familjen bracksteklar. Inga underarter finns listade i Catalogue of Life.